# Idaea rubrior
Idaea rubrior là một loài bướm đêm trong họ Geometridae.